# 科林·鲍威尔
科林·盧瑟·鮑威爾（英語：Colin Luther Powell，1937年4月5日—2021年10月18日），美国軍人、第65任美國國務卿，是美国历史上首位任職美國國務卿的非裔和牙买加裔美国人。他在1990至1991年的波斯灣戰爭中擔任参谋长联席会议主席，是第一位擔任此一美軍最高軍職的非裔和牙买加裔美國人。

## 生平

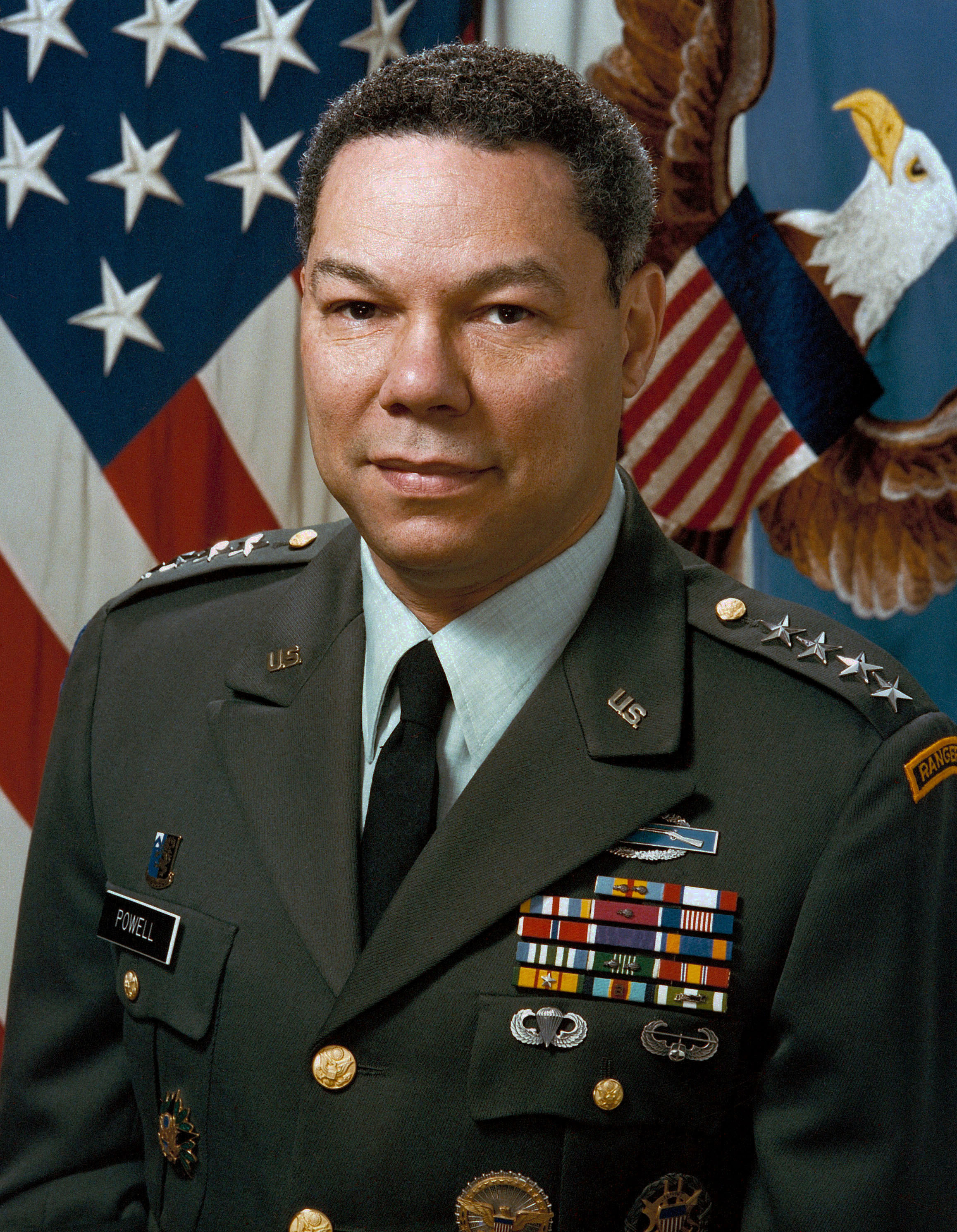
鮑威爾陸軍上將戎裝照

鮑威爾生於紐約市的一個貧民區，其父母為牙買加移民，兩者皆為非洲裔和蘇格蘭裔的混血。鮑威爾在年青時代就讀於紐約市立學院，獲得了地質學學士名銜。畢業後鮑威爾加入美国陆军擔任軍官，服役超過35年，取得多個軍銜，冷戰時期鮑威爾先在美國駐西德部隊服役，並參加了越戰兩次。之後歷任國防部參謀、軍事學院教官。1989年晉升為四星上将。期間鮑威爾曾擔任國家安全顧問（1987年—1989年）和參謀長聯席會議主席（1989年—1993年），被認為是美國在1990至1991年的波斯灣戰爭中取勝的一大功臣。在擔任參謀長聯席會議主席最後一年，他亦正式退役。他於2000年12月16日被候任美國總統喬治·W·布什提名為國務卿，並得到了美國國會的批准。

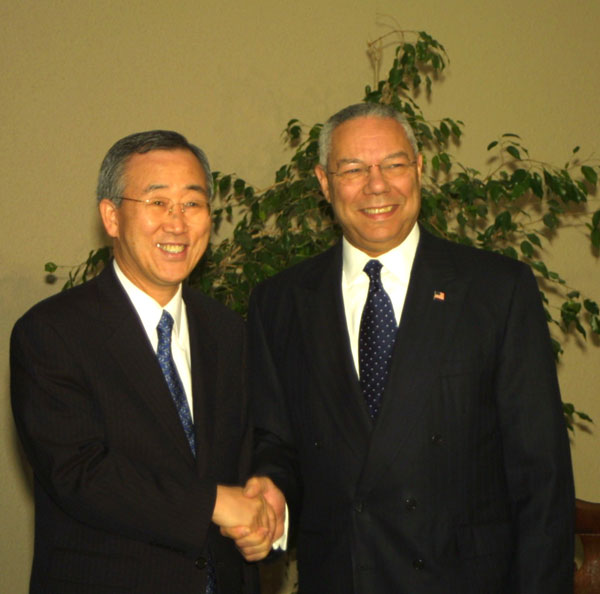
2004年11月19日鮑威爾在智利与韩国外交通商部长官潘基文会面

鮑威爾乃乔治·沃克·布什第一任內閣中的鴿派，蓋因他在多項軍事政策上都和內閣其他鷹派人物持相反意見；鮑威爾強調多邊主義和以外交手段解決對外關係，與以國防部長為首的鷹派人物強調單邊主義和以軍事手段解決對外關係截然不同，但即使如此他在反恐戰爭上（包括阿富汗戰爭及伊拉克戰爭）仍全力支持布什的對外路線。例如2003年2月5日，鲍威尔在联合国安理会全体会议上发表讲话，主张對伊拉克薩達姆政權采取军事行动。由於喬治·W·布什常傾向於支持倫斯斐部長為首之鷹派人物的主張，鮑威爾在對外政策上受到極大掣肘，加上與內閣中官員多次意見不合，鮑威爾在2004年12月14日宣布辭去美國國務卿職務，並即時得到總統布什接受，2005年1月正式離任。

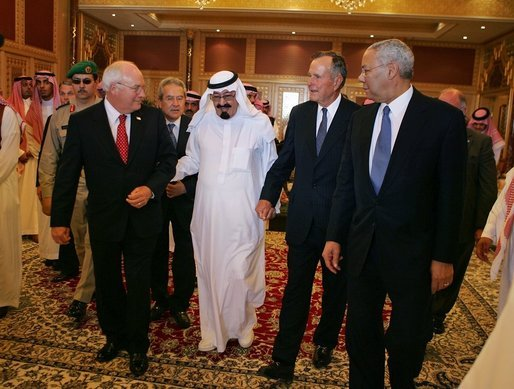
2005年8月鮑威爾和总统乔治·沃克·布什在利雅得与沙特阿拉伯国王阿卜杜拉·本·阿卜杜勒-阿齐兹·阿勒沙特会面

2008年美國總統選舉及2012年美國總統選舉，他兩次表態支持民主黨候選人巴拉克·歐巴馬。
2016年美國總統選舉，他表態支持民主黨候選人希拉里·克林頓，並表示「因为我认为她够格，而『另一位先生』则不够格。」然而他在2014年的電郵中寫道：「我希望不用投她一票，雖然她是我尊敬的朋友。一名快70歲的人，有着長長的紀錄、恣意的野心（unbridled ambiton）、貪婪（greedy），也沒有變革意味（not transformational）。」他也在2015年8月的電郵中稱希拉里的「傲慢能毁掉她所觸碰的所有事」。對於希拉里的「電郵門事件」，鮑威爾指摘對方拖他下水，不滿希拉里稱用私人電郵處理公務的做法是諮詢過他。在該次總統選舉中，雖然他沒有參與初選及選舉，但最終他卻獲得3張來自華盛頓州民主黨失信選舉人的選票，原本他們應根據該州的選舉結果投給民主黨的希拉里。
2020年美國總統選舉，他表態支持民主黨候選人喬·拜登。
2021年10月18日，儘管他已接种兩劑疫苗，但因罹癌免疫力低下仍感染COVID-19的併發症而病逝，享年84歲。

### 2003年美国入侵伊拉克
2003年2月5日，鲍威尔在联合国安理会全体会议上发表演讲，主张采取军事行动。讲话中，鲍威尔引用许多匿名的伊拉克叛逃者的话，来证实伊拉克拥有生物武器等军武，并有能力迅速生产。
2004年9月13日，鲍威尔在美国参议院政府事务委员会作证，承认在他2003年2月的联合国报告中提供大部分信息的消息来源是错误的，并且看起来也不会发现储存的任何大规模杀伤性武器。鲍威尔因其在为入侵伊拉克辩护中所扮演的角色而受到抨击。俄罗斯总统普京曾多次在公开场合调侃：“鲍威尔摇晃着一小瓶不明物质，说是化武证据，里面搞不好是洗衣粉！”这使得“洗衣粉”成为与“鲍威尔”关联的网络热词。
《卫报》认为，鲍威尔的演讲并不是导致伊拉克入侵的直接原因，因为乔治·沃克·布什无论如何都会入侵，并且他也未能成功说服安理会通过第二项支持对伊拉克采取军事行动的决议。但鲍威尔的讲话破坏了美国在世界舞台上的信誉。《卫报》还认为，鲍威尔本来在世界外交官中拥有良好的信誉，但被布什的白宫利用了，并被全面误导。
鲍威尔将这次演讲称为他职业生涯中的“污点”，是其最后悔的行为。

## 著作
《鲍威尔自传：我的美国之路》1995，中文版1997昆仑出版社，2007解放军出版社